# Radio Top FM
Radio Top FM ist ein Radiosender der Amperwelle GmbH mit Sitz in Fürstenfeldbruck.

## Geschichte
Radio Top FM ging aus dem Sender Radio FFB 106,4 hervor, der am 19. Mai 1990 seinen Sendebetrieb aufnahm. Am 9. Oktober 2002 schrieb die BLM ein Drittel der Sendezeit aus. Den Zuschlag bekam die Imcom Immobilien und Medien GmbH & Co. KG, entsprechend genehmigte die BLM die Änderung der Inhaber- und Beteiligungsverhältnisse. Die Imcom Immobilien und Medien GmbH & Co. KG erhielt durch seine Beteiligung ein Abstimmungsrecht in Programmfragen. Im Zuge dessen wurde der Sender im weiteren Verlauf umstrukturiert und in 106.4 Top FM umbenannt.
Einen überregionalen Bekanntheitsgrad erlangte der Sender im Zusammenhang mit der Vergabe der Presseplätze im NSU-Prozess. Im Oktober 2017 kamen mit den Landkreisen Ebersberg, Freising und Erding ein neues Teilsendegebiet und neue Frequenzen dazu. Seitdem läuft das Programm unter dem Namen „Radio Top FM“. Seit Mai 2022 ist der Sender über DAB+ auch im gesamten Voralpenraum zu empfangen. Radio Top FM hat so eine technische Reichweite von rund 4,0 Millionen Hörern. 

## Programm
Radio Top FM ist ein Radiosender für die Landkreise Fürstenfeldbruck, München, Dachau, Landsberg, Starnberg, Erding, Freising und Ebersberg. Der Sender bietet musikalisch eine Mischung aus Poprock und Rock der 1970er bis 2000er Jahre. Inhaltlich versteht sich der Sender als ‚Infotainment-Anbieter‘, mit einem starken Fokus auf Meldungen aus Oberbayern. So berichten immer zur vollen Stunde die „Top FM Oberbayernreporter“ Nachrichten aus den Landkreisen. Im Top FM Frühstücksradio werden Themen interaktiv mit Hörern diskutiert. Dazu gibt es dort das beliebte Radioquiz „Stadt, Land, Fluss, Plus“.

## Empfang
Digital zu empfangen ist Top FM seit Mai 2022 über die DAB-Kanäle 11C (Sender Ismaning für den Ballungsraum München) und 7A (Sender Wendelstein für Oberbayern Süd). 
Analog zu empfangen ist Top FM in München und Umgebung über folgende UKW-Frequenzen:
| Freq. in MHz | Senderstandort                  | ERP in kW |
| ------------ | ------------------------------- | --------- |
| 87,9         | Erding (Inhofer Berg)           | 0,1       |
| 88,8         | Isen                            | 0,5       |
| 89,8         | Landsberg am Lech (Pößing)      | 0,2       |
| 93,0         | Kirchseeon                      | 0,63      |
| 95,0         | Freising (Thalhausener Forst)   | 0,1       |
| 96,6         | Starnberg (Buchhof)             | 0,32      |
| 106,4        | Fürstenfeldbruck (Schöngeising) | 5         |

Seit 1. Oktober 2017 nutzt der Sender fünf ehemals von Radio Hitwelle und Rock Antenne bediente Senderstandorte nördlich und östlich von München in Erding, Freising, Ebersberg und Isen.